# Università di arti applicate di Vienna
L'Università di arti applicate di Vienna (in tedesco Universität für angewandte Kunst Wien, anche nota semplicemente come Die Angewandte)  è un'università pubblica situata a Vienna, in Austria.

## Storia
Fu fondata nel  1867 per iniziativa di Francesco Giuseppe I d'Austria, e fu inizialmente annessa al Museum für angewandte Kunst. Fu istituzionalizzata nel 1916. Studiarono qui molti illustri artisti, tra cui Gustav Klimt, Hans Hollein, Oskar Kokoschka, Josef Frank, Margarete Schütte-Lihotzky, Stefan Sagmeister, Maria Lassnig, Pipilotti Rist, Matthias Laurenz Gräff.